# 羅靈普雷里鎮區 (北達科他州福斯特縣)
羅靈普雷里鎮區（英語：Rolling Prairie Township）是位於美國北達科他州福斯特縣的一個鎮區。

## 地方資料
羅靈普雷里鎮區的面積為93.15平方千米，當中陸地面積為92.45平方千米，而水域面積為0.70平方千米。根據2020年美國人口普查的數據，當地共有人口35人，而人口密度為每平方千米0.38人。